# 小林正和
小林 正和（こばやし まさかず、1986年2月28日 - ）は、栃木県出身の競技麻雀のプロ雀士。
日本プロ麻雀連盟北関東支部所属。団体内の段位は四段。

## 獲得タイトル
- 第3期JPMLWRCリーグ優勝[1]
- 第9期JPMLWRCリーグ優勝[2]
- 第18期北関東プロリーグ優勝
- 地方リーグチャンピオンシップ2020優勝
- 第25期特別昇級リーグ優勝
- 第3期両毛カップ太田リーグ優勝
- ロン2レーティング2300達成(R:2327)